# جاكلين أندرادي
جاكلين أندرادي (بالإنجليزية: Jacqueline Andrade)‏ هي عالمة نفس بريطانية، ولدت في القرن العشرين.